# Rodrigo Sales

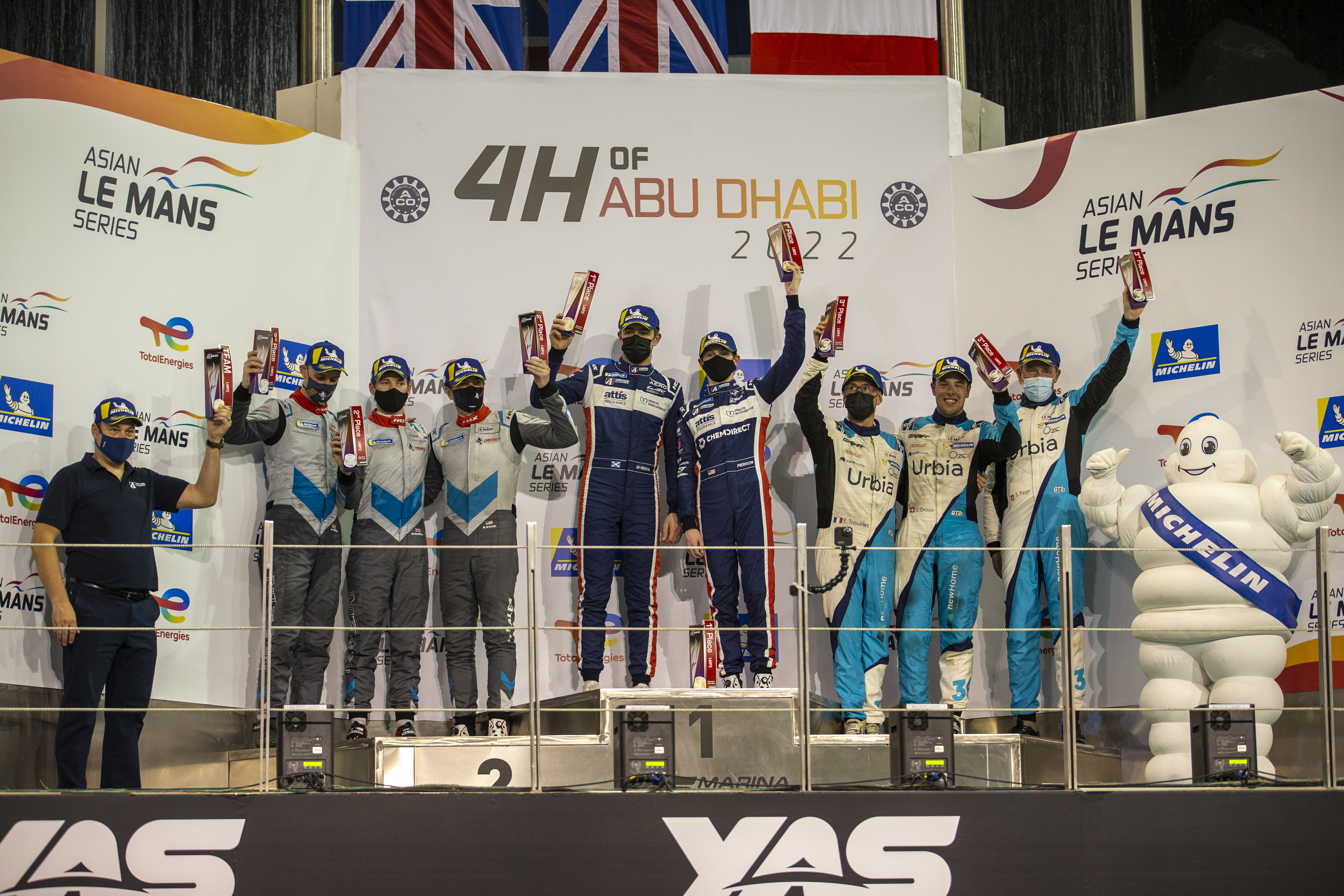
Rodrigo Sales auf dem Siegerpodium nach dem 4-Stunden-Rennen von Abu Dhabi 2022

Rodrigo Sales (* 2. November 1973 in Sonoma) ist ein US-amerikanischer Unternehmer und Autorennfahrer.

## Unternehmer
Rodrigo Sales gründete 1999 Vendio, ein Software-as-a-Service-Unternehmen. Vendio entwickelt Vertriebsmanagement-Software-Programme zur Erhöhung von Verkaufszahlen über Abonnenten. Kunden sind unter anderen Amazon, eBay und Etsy.

## Karriere im Motorsport
Rodrigo Sales fuhr in den 2010er-Jahren erst Clubrennen und begann 2017 als Amateurrennfahrer mit dem GT- und Tourenwagensport. Bereits in seiner zweiten Rennsaison war er erfolgreich, als er mit Partner Kuno Wittmer im Audi RS 3 LMS den zweiten Endrang in der IMSA SportsCar Challenge erreichte. 2020 wechselte er in den Michelin Le Mans Cup und die European Le Mans Series, wo er European Le Mans Series 2020 den elften Schlussrang in der GTE-Klasse erreichte.

## Statistik

### Le-Mans-Ergebnisse
| Jahr | Team           | Fahrzeug            | Teamkollege   | Teamkollege     | Platzierung | Ausfallgrund |
| ---- | -------------- | ------------------- | ------------- | --------------- | ----------- | ------------ |
| 2021 | JMW Motorsport | Ferrari 488 GTE Evo | Jody Fannin   | Thomas Neubauer | Ausfall     | Unfall       |
| 2022 | Nielsen Racing | Oreca 07            | Matthew Bell  | Ben Hanley      | Rang 20     |              |
| 2023 | Nielsen Racing | Oreca 07            | Mathias Beche | Ben Hanley      | Ausfall     | Unfall       |
| 2024 | Panis Racing   | Oreca 07            | Mathias Beche | Scott Huffaker  | Rang 23     |              |
| 2025 | TDS Racing     | Oreca 07            | Mathias Beche | Clément Novalak | Rang 22     |              |

### Sebring-Ergebnisse
| Jahr | Team                      | Fahrzeug     | Teamkollege   | Teamkollege       | Platzierung | Ausfallgrund |
| ---- | ------------------------- | ------------ | ------------- | ----------------- | ----------- | ------------ |
| 2021 | WIN Autosport             | Duqueine D08 | Matthew Bell  | Niklas Kruetten   | Ausfall     | Unfall       |
| 2025 | PR1/Mathiasen Motorsports | Oreca 07     | Mathias Beche | Benjamin Pedersen | Ausfall     | Motorschaden |

### Einzelergebnisse in der FIA-Langstrecken-Weltmeisterschaft
| Saison | Team           | Rennwagen       | 1   | 2   | 3   | 4   | 5   | 6   | 7   | 8   |
| ------ | -------------- | --------------- | --- | --- | --- | --- | --- | --- | --- | --- |
| 2021   | JMW Motorsport | Ferrari 488 GTE | SPA | POR | MON | LEM | BAH | BAH |     |     |
| 2021   | JMW Motorsport | Ferrari 488 GTE | DNF |     |     |     |     |     |     |     |
| 2022   | Nielsen Racing | Oreca 07        | SEB | SPA | LEM | MON | FUJ | BAH |     |     |
| 2022   | Nielsen Racing | Oreca 07        | 20  |     |     |     |     |     |     |     |
| 2023   | Nielsen Racing | Oreca 07        | SEB | POR | SPA | LEM | MON | FUJ | BAH |     |
| 2023   | Nielsen Racing | Oreca 07        |     | 11  |     | DNF |     |     |     |     |
| 2024   | Panis Racing   | Oreca 07        | KAT | IMO | SPA | LEM | SAO | AUS | FUJ | BAH |
| 2024   | Panis Racing   | Oreca 07        | 23  |     |     |     |     |     |     |     |
| 2025   | TDS Racing     | Oreca 07        | KAT | IMO | SPA | LEM | SAO | AUS | FUJ | BAH |
| 2025   | TDS Racing     | Oreca 07        | 22  |     |     |     |     |     |     |     |